# 西塞峰
47°2′51″N 11°8′33″E / 47.04750°N 11.14250°E
西塞峰（德語：Westliche Seespitze），是奧地利的山峰，位於該國西部，由蒂羅爾州負責管轄，屬於斯圖拜阿爾卑斯山脈的一部分，距離東塞峰0.62公里，海拔高度3,355米，人類在1895年7月29日首次登頂。